# Kramnik
Kramnik – wieś w Polsce położona w województwie warmińsko-mazurskim, w powiecie gołdapskim, w gminie Dubeninki, przy jeziorze Pobłędzie i na wschodniej granicy Puszczy Rominckiej.
W latach 1975–1998 miejscowość administracyjnie należała do województwa suwalskiego.
W okresie międzywojennym wieś leżała na granicy Polski i Prus Wschodnich, zamieszkiwana przez Polaków, Niemców (głównie polskojęzycznych) oraz Mazurów i liczyła ok. 20 gospodarstw. Podczas II wojny światowej została częściowo zniszczona, natomiast przed wyzwoleniem uciekający mieszkańcy niemieccy spalili część gospodarstw, w wyniku czego po wojnie ich liczebność spadła do zaledwie kilku.
Urodził się tu Wacław Kazimierz Alchimowicz.